# بخش فالون
بخش فالون (به سوئدی: Falu kommun) یک ناحیه شهری در سوئد است که در شهرستان دالارنا واقع شده‌است.

## خواهرخوانده
شهر گوترسلوه خواهرخواندهٔ بخش فالون هست.